# Setophaga kirtlandii
La reinita de Kirtland (Setophaga kirtlandii), también conocida como chipe de Kirtland o ciguita kirtlandii, es una especie de ave paseriforme de la familia Parulidae encontrada en Norteamérica. El nombre de la especie conmemora a Jared P. Kirtland, un médico y naturalista aficionado de Ohio.

## Descripción

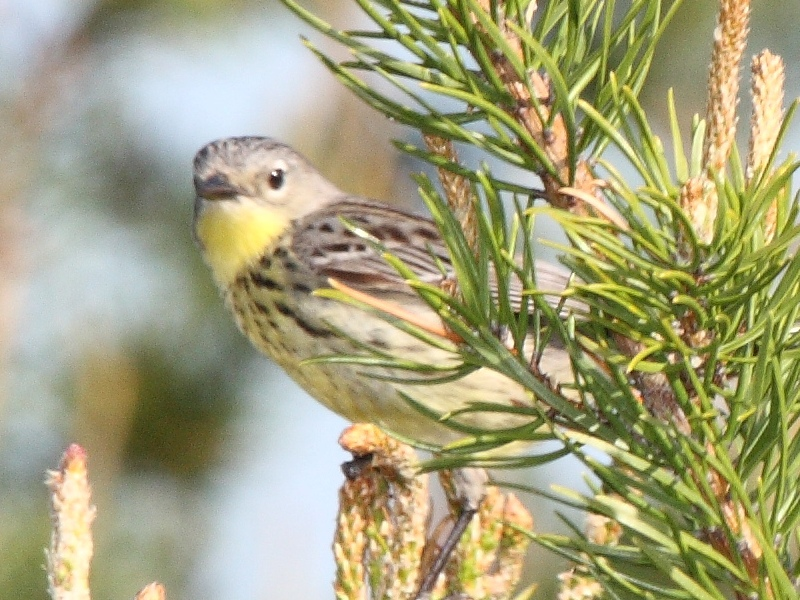
Hembra

Es la especie más grande en su género, mide unos 14-15 cm de longitud y pesa entre 12 y 16 gramos.
Tiene las partes superiores del cuerpo de color marrón azulado con rayas oscuras, y las partes inferiores de color amarillo con rayas en los flancos. Tiene barras delgadas en las alas, patas oscuras y el anillo ocular blanco. Las hembras y los juveniles tienen el dorso más marrón. Su canto es un sonoro chip-chip-chip-too-too-weet-weet cantado a menudo desde lo alto de un árbol.

## Distribución y ecología
Su área de reproducción es una zona muy limitada en la península de Míchigan. En los últimos años se han encontrado parejas reproductoras en Wisconsin y en el sur de Ontario, probablemente debido al rápido crecimiento de la población. Abandonan su hábitat de cría entre agosto y octubre y migran a las Bahamas y Turcas y Caicos; regresan a Míchigan para reproducirse de nuevo en mayo. 
Se alimentan de insectos y algunas bayas que encuentran en las partes más bajas de los árboles, también comen fruta en el invierno.